# Гольдфарб, Наум Ильич
Наум Ильич Гольдфарб (3 июля 1912, Унеча, Суражский уезд, Черниговская губерния — 4 июля 1977, Москва) — советский педагог-физик. 
Доцент, заместитель заведующего кафедрой общей физики МИФИ. Также работал преподавателем физики в различных учебных заведениях, включая Военную академию имени М. В. Фрунзе. 
Н. И. Гольдфарб написал широко известный сборник вопросов и задач по физике для поступающих в вузы.
Был организатором женских радиокурсов при академии и подготовил методический пакет по физике и радиотехнике. Руководил проведением студенческих олимпиад по физике в МИФИ и был членом жюри Московских и Всесоюзных олимпиад школьников по физике. Разработал новые программы по всем разделам курса общей физики для вечернего факультета.
Н. И. Гольдфарб читал лекции по общей физике студентам-заочникам по третьему каналу Центрального телевидения СССР.